# MusicaItalia per l’Etiopia
MusicaItalia per l’Etiopia war eine aus zahlreichen bekannten italienischen Musikern bestehende Supergroup, die 1985 eine Coverversion von Volare als Benefizsong für Äthiopien aufgenommen hat.

## Hintergrund
Nachdem bereits im Vereinigten Königreich mit Band Aid (Do They Know It’s Christmas?) und in den USA mit USA for Africa (We Are the World) ähnliche Projekte gestartet worden waren, gab der italienische Musikmanager und Theaterproduzent David Zard den Anstoß für eine ähnliche Initiative. Es fanden sich 22 zum Großteil sehr bekannte italienische Musiker. Äthiopien, das von den Erlösen dieses Projektes profitierte, war ehemals Teil der italienischen Kolonie Italienisch-Ostafrika. Allerdings war dem Projekt trotz großer Starbeteiligung und der Bekanntheit des gecoverten Liedes kein besonderer Erfolg vergönnt.

## Sänger (in alphabetischer Reihenfolge)
- Banco del Mutuo Soccorso
- Loredana Bertè
- Angelo Branduardi
- Rossana Casale
- Lucio Dalla
- Fabrizio De André
- Dik Dik
- Tony Esposito
- Maurizio Fabrizio
- Eugenio Finardi
- Riccardo Fogli
- Ivano Fossati
- Dori Ghezzi
- Milva
- Claudia Mori
- Gianna Nannini
- Patty Pravo
- Ron
- Vasco Rossi
- Enrico Ruggeri
- Giuni Russo
- Gianni Togni

## Belege
1. ↑  M&D-Chartarchiv. Musica e dischi, archiviert vom Original (nicht mehr online verfügbar) am 18. Mai 2015; abgerufen am 31. Mai 2016 (italienisch, kostenpflichtiger Abonnement-Zugang).  Info: Der Archivlink wurde automatisch eingesetzt und noch nicht geprüft. Bitte prüfe Original- und Archivlink gemäß Anleitung und entferne dann diesen Hinweis.
2. ↑  Michelangelo Gargiulo: MusicaItalia per l’Etiopia – 1985. In: Guide.supereva.it. Moqu Adv, August 2005, archiviert vom Original (nicht mehr online verfügbar) am 7. Juni 2015; abgerufen am 31. Mai 2016 (italienisch).  Info: Der Archivlink wurde automatisch eingesetzt und noch nicht geprüft. Bitte prüfe Original- und Archivlink gemäß Anleitung und entferne dann diesen Hinweis.